# Con Conrad
Conrad K. Dober, detto Con (New York, 18 giugno 1891 – Van Nuys, 28 settembre 1938), è stato un compositore e paroliere statunitense.

## Carriera
Ha pubblicato la sua prima canzone, Down in Dear Old New Orleans, nel 1912. L'anno seguente ha prodotto lo spettacolo di Broadway The Honeymoon Express. Nel 1920 compone il brano musicale Margie con J. Russel Robinson e testo di Benny Davis. Ha collaborato alla scrittura di altri "standard" tra cui Palesteena (1920), Singin' the Blues (1920), You've Got to See Mama Ev'ry Night (1923), Come on Spark Plug (1923), Barney Google (1923), Ma! He's Making Eyes at Me (1921).
Negli anni '20 si è dedicato quindi principalmente al mondo del teatro. Nel 1929 si è spostato ad Hollywood, iniziando a lavorare per film, tra i quali Cerco il mio amore (The Gay Divorcee) del 1935, interpretato da Fred Astaire e Ginger Rogers. Per la canzone The Continental, inclusa in questo film, gli è stato conferito, ai Premi Oscar 1935, il primo Oscar alla migliore canzone, premio da compartire con Herb Magidson, che ne ha scritto il testo.
Conrad si è spento quattro anni dopo, in California, all'età di 47 anni. È stato sposato con l'attrice Francine Larrimore.
Nel 1970 è stato inserito nella Songwriters Hall of Fame.